# Ellertshäuser See
Der Ellertshäuser See (alternative heute nicht mehr gebräuchliche Bezeichnung: Fuchsstädter See) ist ein Stausee in der Schweinfurter Rhön zwischen Ebertshausen und Fuchsstadt im Landkreis Schweinfurt (Unterfranken). Der See liegt auf dem Gebiet des Ortsteiles Altenmünster des Marktes Stadtlauringen, wird vom Freistaat Bayern betrieben und dient dem Hochwasserschutz, der Naherholung und der Niedrigwasseraufhöhung.
Der See ist das flächengrößte Stillgewässer Unterfrankens.

## Lage
Der Ellertshäuser See liegt wenige Kilometer westlich der Haßberge und 12 Kilometer südlich vom Grabfeldgau. Der See liegt an der Nordostecke der Landschaft Schweinfurter Rhön, bzw. des Naturraums Hesselbacher Waldland und 15 Kilometer nordöstlich von Schweinfurt. 

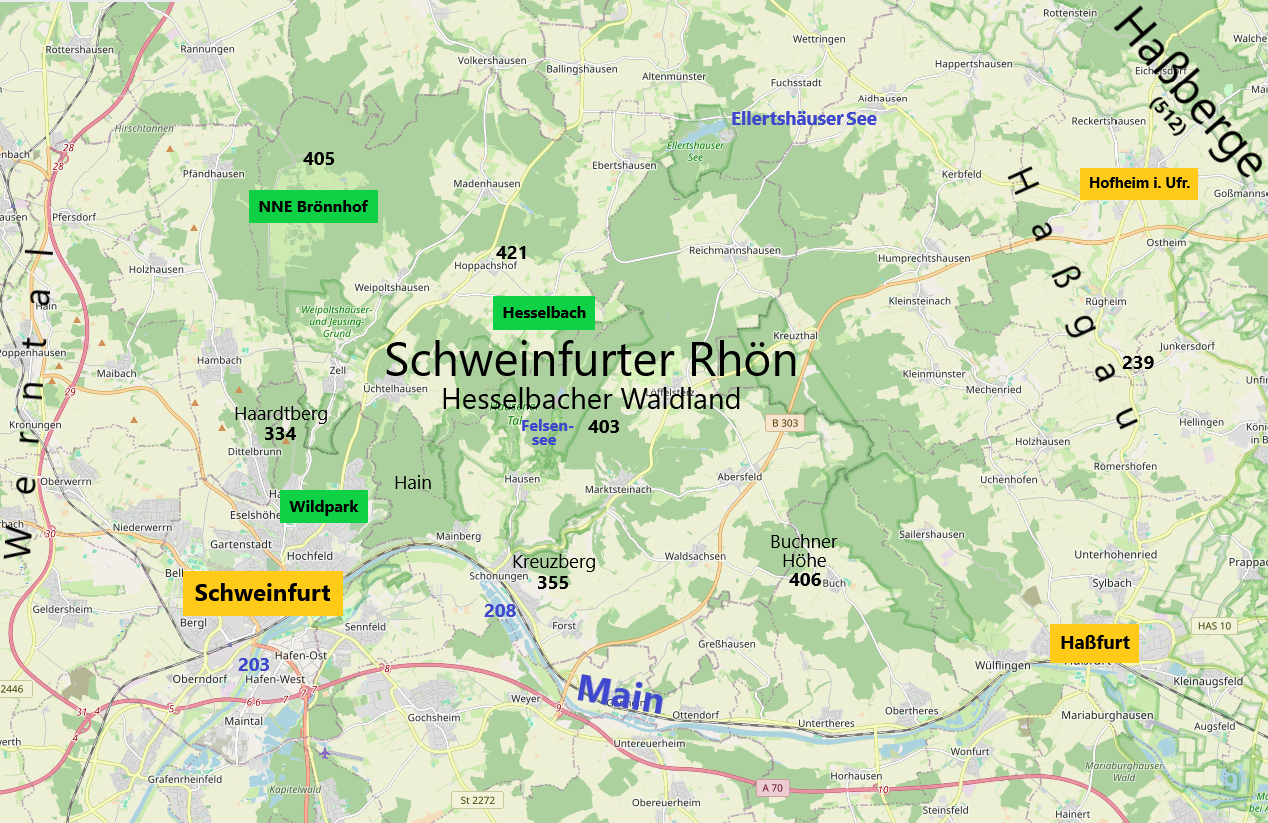
Ellertshäuser See westlich der Haßberge am Nordrand der Schweinfurter Rhön

## Namensgebung
Dort, wo sich heute der See befindet, lag früher die Wüstung Ellertshausen. Wahrscheinlich wurde Ellertshausen um das Jahr 1000 von Mönchen urbar gemacht. Diese gehörten zum Kloster Neustadt am Main und hatten bereits in Altenmünster eine Niederlassung. Als Landesherren waren damals die Grafen von Henneberg-Aschach zudem Eigentümer des Dorfes Eylicheshusen. 1480 wurde Ellertshausen als Wüstung bezeichnet. Es wechselte dann im Laufe der Jahrhunderte mehrfach den Besitzer. Verwaltungsmäßig gehörte Ellertshausen seit 1593 zum Amt Rotenstein bzw. kurz danach zu Stadtlauringen. 1699 wollten der Deutsche Orden, Münnerstadt und das Hochstift Würzburg gemeinsam Ellertshausen wieder besiedeln, was aber am Widerstand von Grundstückseigentümern scheiterte.

## Ursprüngliche Nutzung
Der Ellertshäuser See wurde auf dem Gebiet der damaligen Gemeinde Altenmünster angelegt. Er sollte als Wasserspeicher die Beregnung der Felder der umliegenden Gemeinden ermöglichen, die zum großen Gebiet der fränkischen Trockenplatte gehören. Im Rahmen der Flurbereinigung in den 1950er Jahren wurde dazu der Wasser- und Bodenverband als Betreiber- und Nutzergemeinschaft ins Leben gerufen. Baubeginn war 1955. Geflutet wurde der See vom Jahr 1957 an bis zum Frühjahr 1958. Zur Nutzung für die Beregnung kam es jedoch nie, da die Kosten für den Aufbau und die Unterhaltung der Beregnungsanlagen zu hoch waren. 1970 wurde der See vom Wasser- und Bodenverband an den Freistaat Bayern veräußert.

## Heutige Nutzung
Der See wird nun als Naherholungsgebiet genutzt. Weite Teile sind zum Baden, Tauchen, Segeln und Angeln freigegeben. Die restlichen Flächen sind als Biotope angelegt und als Naturschutzgebiete ausgewiesen. Eine weitere Nutzung ist die als Wasserrückhalt, um Hochwasser im Frühjahr bei der Schneeschmelze zu vermeiden und in der trockenen Zeit im Sommer und im Herbst den Sauerquellenbach mit genügend Wasser zu speisen.
Der See ist mit einer Gesamtfläche von 33 Hektar der größte Stausee Unterfrankens. Er ist rundum von Wald umgeben. Der Rundweg ist 4,4 km lang. Teile des Nordufers des Sees weisen Liegewiesen, Sandstrand und Badestege auf.
1983 und 2022 wurde der See wegen Sanierungsarbeiten vollständig abgelassen. Nachdem man 2022 eine Grundsperre errichtete, muss der Stausee im Falle von Renovierungsarbeiten nicht mehr vollständig geleert werden. Am 22. September 2022 wurde der Abfluss wieder verschlossen und die Füllung des Sees durch Regenwasser und Schnee soll bis Frühjahr 2024 abgeschlossen sein.

## Staudamm
Der Staudamm ist ein 25 m hoher und 270 m (nach anderen Angaben 240 m) langer Erddamm. Er hat eine innen liegende schräge Kerndichtung. Für das Dammvolumen gibt es verschiedene Angaben: 97.000 oder 100.000 m³.

## Trivia
Der See wird sowohl an der Autobahn A70 als auch an der Autobahn A71 als Touristische Unterrichtungstafel ausgeschildert. Beide Autobahnen verlaufen in ca. 15 km Entfernung an diesem See vorbei.